# Pojuca
Pojuca là một đô thị thuộc bang Bahia, Brasil. Đô thị này có diện tích 318,205 km², dân số năm 2007 là 29711 người, mật độ 93,37 người/km².